# Braun T 1000

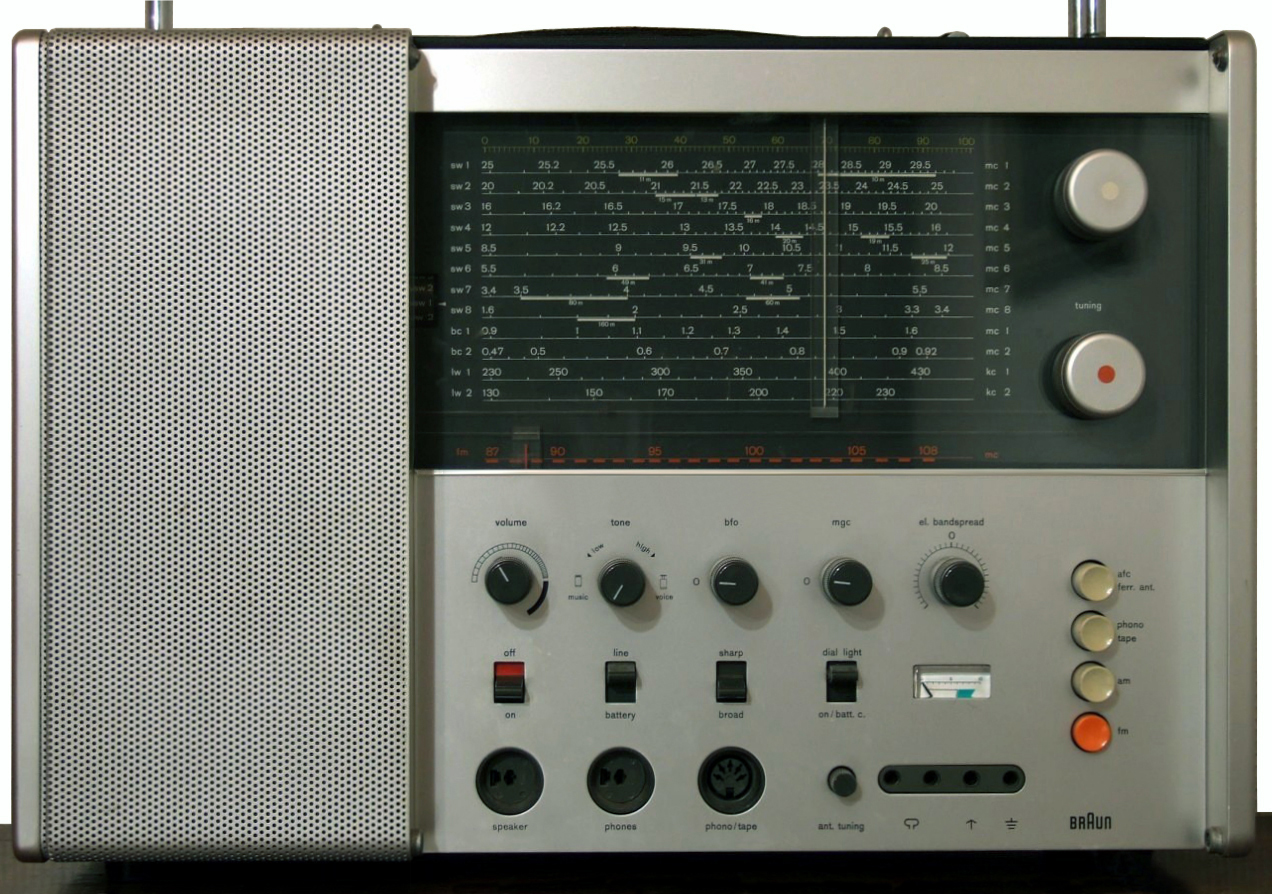
Allwellenempfänger T 1000 CD von 1968

Der Braun T 1000 ist ein Weltempfänger, der von 1963 bis 1967 von dem Unternehmen Braun produziert wurde. Das Transistorradio wurde erstmals 1963 auf der Großen Deutschen Funk-Ausstellung in Berlin präsentiert. 1968 erschien der T 1000 CD, der allerdings nur bis etwa 1970 angeboten wurde.
Entworfen wurde der T 1000 von Dieter Rams, dem Leiter der Formgebung bei Braun, und war Teil der damaligen Produktlinie Studio 1000. Von dem tragbaren Radio mit Metallbügel im Aluminiumgehäuse wurden bis 1967 etwa 10.800 Stück mit schwarzer Skala und etwa 500 Stück mit weißer Skala produziert. Von dem Nachfolgemodell T 1000 CD wurden bis 1970 13.981 Stück produziert.
Generell unterscheiden sich die beiden Modelle nur äußerlich: Der T 1000 hatte Metallbügel und glatte Drehknöpfe, der T 1000 CD wiederum einen flexiblen Kunststofftragegriff und geriffelte Drehknöpfe zur Frequenzabstimmung.
Der Kofferempfänger verfügt über zwei getrennte Empfangsteile, eines für Ultrakurzwellen (UKW) und eines für den Empfang von Kurz-, Mittel- und Langwelle. Auf acht Wellenbereichen kann das Kurzwellenspektrum von 1,6 bis 30 Megahertz und auf fünf Frequenzbändern das Mittel- und Langwellenspektrum empfangen werden. Bei der technischen Entwicklung gab es keine Kostenbeschränkungen. Der T 1000 wurde mit neun Batterien der Baugröße Monozelle betrieben. Der festgelegte Verkaufspreis lag im Jahr 1967 bei 1.400 DM, was umgerechnet auf heutige Kaufkraft etwa 3.200 Euro entspricht.
Als Zubehör wurden das Einbaunetzteil TN 1000, der Peiladapter PV 1000 und das Peilkreuz PK 1000 angeboten.
Anfang der 1970er Jahre wurde die Produktion eingestellt, da der Weltempfänger nicht mehr kostendeckend produziert werden konnte. Das Unternehmen Braun legte seinen Schwerpunkt im Unterhaltungselektronikbereich verstärkt auf HiFi-Anlagen.
Mit dem Erstausgabetag 12. Juli 2018 gab die Deutsche Post AG in der Serie Design aus Deutschland ein Postwertzeichen im Nennwert von 3,45 Euro heraus, welches den Empfänger T 1000 zeigt und den Namen des Designers Dieter Rams nennt. Der Entwurf stammt von den Designern Sibylle und Fritz Haase aus Bremen.

## In Museen
Der T1000 ist seit 2013 im Powerhouse Museum zu sehen.